# Menudo (culinária filipina)
Menudo é um prato típico das Filipinas, que consiste num guisado de carne de porco com vegetais e condimentos próprios daquela região. Apesar do nome, este prato não usa miúdos, nem tripas, como os pratos com o mesmo nome do México e Espanha.
Saltear cebola e alho em óleo corado com atsuete; juntar carne de porco, fígado e “chorizo de Bilbao”, cortados em pequenos pedaços; quando a carne tomar o gosto, acrescentar tomate, pimentão, páprica, molho de peixe e caldo de galinha; deixar cozer em fogo brando, até a carne ficar tenra. Juntar batata frita em cubos, grão-de-bico cozido e passas de uva; deixar que tomem o gosto, verificar temperos e servir quente com arroz branco.